# Bristol and North Somerset Railway
Die Bristol and North Somerset Railway war eine Eisenbahngesellschaft in South West England.
Die Gesellschaft erhielt am 21. Juli 1863 die Konzession zum Bau einer 32 Kilometer langen Bahnstrecke von Bristol nach Radstock. Dort bestand Anschluss an die Great Western Railway (GWR). Obwohl bereits am 7. Oktober 1863 mit dem Bau begonnen wurde, konnte auf Grund finanzieller Problem der Betrieb erst am 3. September 1873 aufgenommen werden. 
1870 wurde mit der Great Western Railway die Betriebsführung vereinbart. Mit Wirkung vom 7. August 1884 wurde die Gesellschaft von der GWR schließlich übernommen.
Am 1. März 1882 wurde die Strecke von Hallatrow nach Camerton eröffnet, die zum 9. Mai 1910 noch bis Limpley Stoke verlängert wurde.